# 川西町 (山形県)
川西町（かわにしまち）は、山形県の南部にある人口約1万3千人ほどの町で、東置賜郡に属する。置賜盆地のほぼ中央に位置し、長方形のようないびつな矩形である。

## 地理
米沢盆地の南西部にあり、平野部は海抜210メートル前後である。西部には標高400メートルほどの丘陵が発達する山林地帯を有している。この玉庭丘陵はクサレ礫を伴う赤色土を特徴とする土壌で、第四紀更新世に形成されたものである。
町内には犬川、黒川、元宿川、誕生川が流れ、いずれも蛇行の著しい松川と合流する。川西町はこの松川の西岸を占めており、また高畠町の東側を流れる最上川の支流 鬼面川の西側を「川西」と呼んでいたことが、町名の由来となった。
- 山: 高戸屋山
- 河川: 最上川、鬼面川、黒川、犬川、松川、元宿川、誕生川

## 歴史

### 沿革
- 1889年（明治22年）4月1日 - 町村制施行により、南置賜郡および東置賜郡に以下の村が成立。
  - 南置賜郡玉庭村（玉庭村、朴沢村、大舟村、上奥田村が合併）
  - 東置賜郡大塚村（大塚村、西大塚村、東大塚村が合併）
  - 東置賜郡小松村（上小松村、中小松村が合併）
  - 東置賜郡犬川村（小松村、下小松村、高豆蒄村、黒川村が合併）
  - 東置賜郡中郡村（堀金村、高山村、莅村、時田村、南置賜郡下奥田村が合併）
  - 東置賜郡吉島村（洲島村、下平柳村、尾長島村、吉田村が合併）
- 1955年（昭和30年）1月1日 - 南置賜郡玉庭村、東置賜郡大塚村、犬川村、小松町、中郡村が合併し、川西町誕生。
- 1955年（昭和30年）2月1日 - 東置賜郡吉島村を編入。

### 町史
この節では、現在の川西町に相当する地域における歴史を町史として包括的に記述する。

#### 古代以前
下奥田の八幡原から紀元前3500年ごろの石斧や石鏃、石匙（ナイフ）、縄文土器の破片などが出土している。竪穴建物跡らしき窪みも3つ見つかっていたのだが、詳しい調査も受けぬまま周辺の開墾が進み跡形もなくなってしまった（八幡原遺跡）。
時田の虚空蔵山の山麓から打製の石斧や石匙、土器破片、鏃や剣などが出土しており、これらは紀元前2000年代ごろ（縄文時代）の集落跡と考えられている（虚空蔵山遺跡）。同じく時田の相馬山からは縄文時代から古墳時代にかけての複合遺跡が発見されている（相馬山遺跡）。
弥生時代の遺跡は置賜地方どころか山形県ですら極めて少なく、川西町では見ることができない。

#### 古代・中世
古墳時代、200基の古墳から成る下小松古墳群や長さ75.5メートルの天神森古墳が築かれる。
犬川駅に程近い道伝遺跡の奈良時代末の遺構からは木簡や東日本最古と言われる墨書きの絵馬が出土した。これらは諸願成就を願って奉納されたものと考えられている。
平安時代初め、礎板建物と布堀筏地業建物の計7棟から成る建物群が黒川と誕生川の氾濫原の上に築かれる。現在、太夫小屋（たゆうごや）遺跡群と呼ばれるその遺跡からは、柱穴に礎板を入れるなど沈下防止の工夫や、東北地方でも珍しい布堀筏地業という建築技法がみられる。
8世紀末から10世紀初頭まで、時田の壇山古窯群で須恵器が生産され、食器や貯蔵甕に使われた。
9世紀後半、米沢市大浦に置かれていた郡家が下小松に移された。郡家とは、律令制によって7世紀後半から整備された国家（朝廷）による地方行政の末端機構のことで、下小松の郡家は置賜郡最後のものと考えられている。
1570年、小松城の戦いが起こる。かねてから仮病で城への出勤を怠るなど伊達輝宗と対立していた奉行・中野宗時の謀反が露顕すると、宗時は開き直って伊達氏の乗っ取りを公言し共謀者であった小松城主・牧野久仲のもとへ駆け込んだ。小松城は輝宗の討伐軍に包囲させ1日で鎮圧された。

#### 近世
米沢藩は地域開発を自らの管理下で展開させるため「他屋」と呼ばれる屋敷に有力家臣を配して経営させた。かつては川西町にも7か所あり、道伝遺跡のすぐ近くに平家の屋敷が残っている。
1521年、米沢から下越地方まで延びる古い越後街道より道のりは険しいものの距離的に短い新しい山道（俗称：十三峠）が伊達稙宗によって開かれ、1598年、上杉氏が置賜を領有してから宿駅制が本格化し、この十三峠が整備された。街道には小松をはじめ「西通り八か宿」と呼ばれる宿駅が8つ置かれた。

#### 近現代
1878年、旅行家のイザベラ・バードが旅の途中、小松の肝煎りであった金子十三衛門家の邸宅に宿泊した。その際、町の住民の半数が外国人の見物に集まったという。

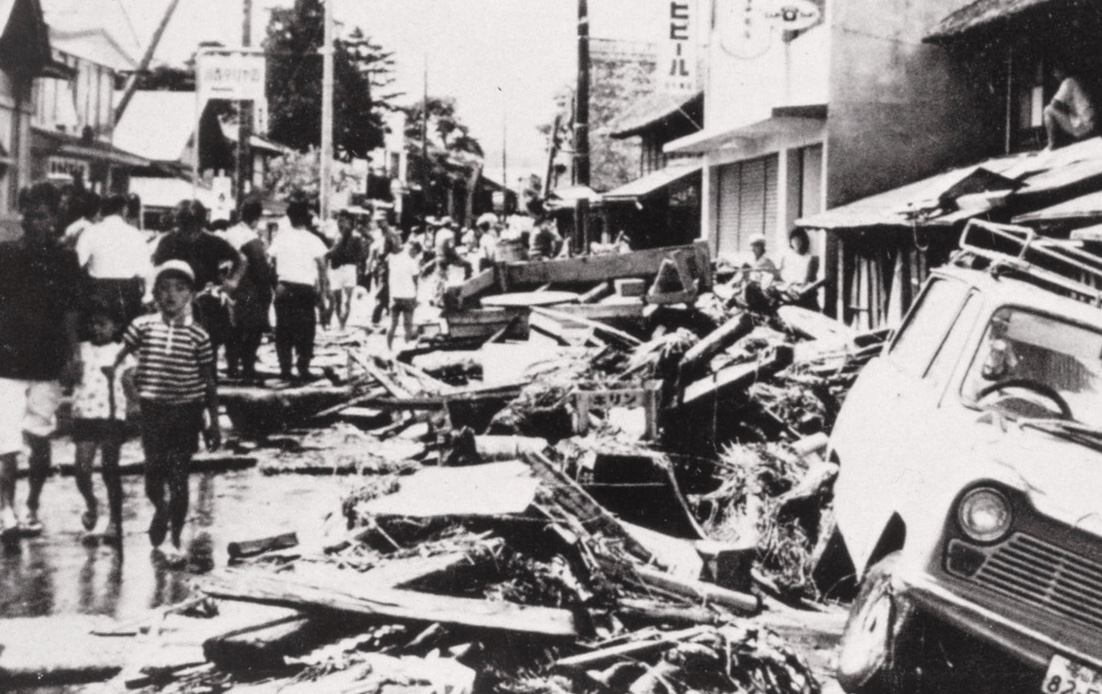
羽越水害

1967年、集中豪雨により最上川上流が氾濫し羽越水害が発災する。飯豊山系の流域で発生したものとしては史上空前の水害となった。川西町でも犬川が氾濫して200人が救助されるなどの被害が発生し、災害救助法が発動された。
1994年、町立図書館や遅筆堂文庫・劇場を併設する川西町フレンドリープラザが開館する。野外劇場を挟んで天神森古墳と近接している。
2021年4月30日、62年間利用されてきた庁舎（写真右）の閉庁式が行われる。5月6日、新庁舎が開庁。

## 行政
- 町長: 茂木晶

### 財政

#### 平成18年度
- 財政力指数: 0.23（全国市町村平均: 0.52、山形県市町村平均: 0.35）
- 経常収支比率: 91.6%
- 標準財政規模: 55億1,200万円
- 一般会計歳入: 77億円
- 一般会計歳出: 76億3,400万円
- 人口一人当たり人件費物件費等決算額: 15万5,442円（全国市町村平均: 12万1,478円）
- 人口一人当たり地方債現在高: 53万2,658円（普通会計分のみ）（全国市町村平均: 46万2,447円）
- 実質公債費比率: 22.0%（18%を超えているため起債の発行には協議が必要）
- 人口1,000人当たり職員数: 12.37人（全国市町村平均: 8.00人）
- ラスパイレス指数: 94.2（全国町村平均: 93.5）

##### 地方債等の残高
- 普通会計分の地方債: 97億2,200万円
- 特別会計分の地方債: 92億800万円
- 関係する一部事務組合分の地方債: 5億6,466万円＋239億4,000万円（負担割合不明な広域病院分の債務）
  - 置賜広域病院組合分は負担割合不明。2市2町で運営している。当公立病院組合分の債務（239億4,000万円）は2市2町で分担して返済していく。
  - 置賜広域行政事務組合: 79億5,300万円（負担金割合: 7.1%） → 5億6,466万円
- 第三セクター等の債務残高: 1億2,800万円（川西町土地開発公社）
- 地方債等の残高合計: 196億2,266万円（連結会計。広域病院分239億4,000万円は一切含まない数字）
  - 川西町民一人当たりの地方債等残高: 105万7,198円
  - 普通会計分＋特別会計分に限ると町民一人あたり地方債残高: 100万740円

置賜広域病院は2市2町（長井市、南陽市、川西町、飯豊町）にとって大きな財政問題である。

## 議会
- 町議会

## 産業
水田単作地帯であり、肉牛の飼育や果樹生産も盛んである。第二次産業としては、三菱鉛筆の山形工場が羽前小松駅近辺にある。

### 郵便局
- 小松郵便局（集配局）
- 大塚郵便局
- 玉庭郵便局
- 吉島郵便局
- 大舟郵便局
- 中郡郵便局
- 新田簡易郵便局
- 犬川簡易郵便局
- 下小松簡易郵便局
- 高山簡易郵便局
- 時田簡易郵便局
- 尾長島簡易郵便局
- 酒町簡易郵便局

### 金融機関
- 山形銀行小松支店: 川西町指定金融機関
- 米沢信用金庫川西支店
- 山形中央信用組合小松支店

## 地域

### 人口
| |                                        |  |
| 川西町と全国の年齢別人口分布（2005年） | 川西町の年齢・男女別人口分布（2005年） |  |
| ■紫色 ― 川西町 ■緑色 ― 日本全国 | ■青色 ― 男性 ■赤色 ― 女性              |  |
| 川西町（に相当する地域）の人口の推移 \| 1970年（昭和45年） \| 23,769人 \| \| \| 1975年（昭和50年） \| 22,539人 \| \| \| 1980年（昭和55年） \| 22,423人 \| \| \| 1985年（昭和60年） \| 22,205人 \| \| \| 1990年（平成2年） \| 21,548人 \| \| \| 1995年（平成7年） \| 20,764人 \| \| \| 2000年（平成12年） \| 19,688人 \| \| \| 2005年（平成17年） \| 18,769人 \| \| \| 2010年（平成22年） \| 17,313人 \| \| \| 2015年（平成27年） \| 15,751人 \| \| \| 2020年（令和2年） \| 14,558人 \| \| |                                        |  |
| 総務省統計局 国勢調査より |                                        |  |
| 1970年（昭和45年） | 23,769人                               |  |
| 1975年（昭和50年） | 22,539人                               |  |
| 1980年（昭和55年） | 22,423人                               |  |
| 1985年（昭和60年） | 22,205人                               |  |
| 1990年（平成2年） | 21,548人                               |  |
| 1995年（平成7年） | 20,764人                               |  |
| 2000年（平成12年） | 19,688人                               |  |
| 2005年（平成17年） | 18,769人                               |  |
| 2010年（平成22年） | 17,313人                               |  |
| 2015年（平成27年） | 15,751人                               |  |
| 2020年（令和2年） | 14,558人                               |  |

### 教育

#### 高等学校
- 山形県立置賜農業高等学校

#### 中学校
- 川西町立川西中学校

#### 小学校
- 川西町立小松小学校
- 川西町立大塚小学校
- 川西町立犬川小学校
- 川西町立中郡小学校
- 川西町立吉島小学校

#### （閉校した小中学校）
- 川西町立朴沢小学校
- 川西町立新山中学校（旧川西中学校）
- 川西町立大塚中学校（平成9年3月閉校）
- 川西町立中郡中学校（平成9年3月閉校）
- 川西町立吉島中学校（平成9年3月閉校）
- 川西町立第一中学校（平成23年3月閉校）
- 川西町立第二中学校（平成23年3月閉校）
- 川西町立玉庭中学校（平成23年3月閉校）
- 川西町立東沢小学校（平成30年3月閉校）
- 川西町立高山小学校（平成30年3月閉校）
- 川西町立玉庭小学校（令和5年3月閉校）

#### 幼稚園

##### 公立
- 川西町立北斗幼稚園
- 川西町立美郷幼稚園

##### 私立
- 小松幼稚園（学校法人天笠学園）

#### 社会教育施設
- 川西町フレンドリープラザ（複合文化施設）
  - 劇場（客席数717席）
  - 川西町フレンドリープラザ附属演劇学校
  - 遅筆堂文庫（蔵書約9万3千冊、平成15年3月現在）
  - 川西町立図書館（蔵書約4万2千冊、平成15年3月現在）

## 交通

### 空港
- 町内に空港はない。最寄りの空港は東根市にある山形空港である。

### 鉄道路線
| 中郡駅 |  | 羽前小松駅 |  | 犬川駅 |
| 中郡駅 |  | 羽前小松駅 |  | 犬川駅 |

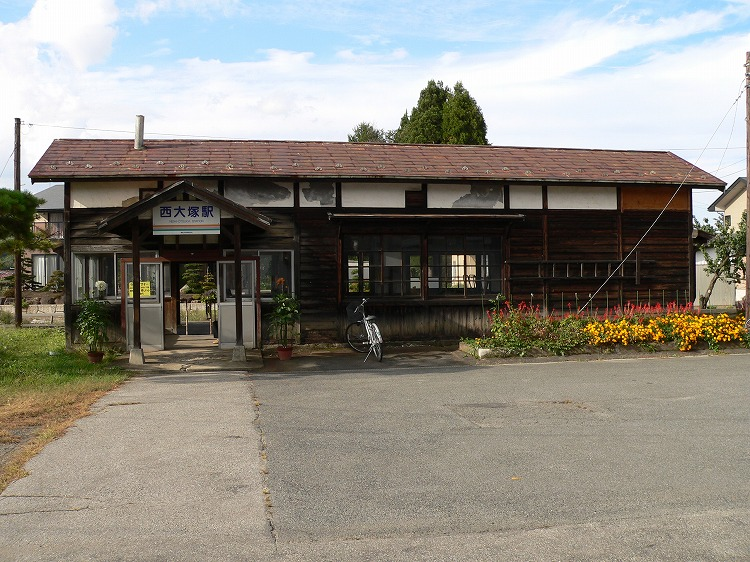
西大塚駅

町内には東日本旅客鉄道（JR東日本）米坂線が南北に走っている。このうち町の中心部に最も近いのが羽前小松駅で、役場へも徒歩圏内である。また、町の北端附近を山形鉄道フラワー長井線が掠めており、その部分に西大塚駅がある。
- 東日本旅客鉄道
  - 米坂線
中郡駅 - 羽前小松駅 - 犬川駅
- 山形鉄道
  - フラワー長井線
西大塚駅

### 路線バス
- 山交バス

### 道路

#### 一般国道
- 国道113号
- 国道287号

#### 都道府県道
- 主要地方道
  - 山形県道3号米沢南陽白鷹線
  - 山形県道4号米沢飯豊線
  - 山形県道7号高畠川西線
  - 山形県道8号川西小国線

## 文化
- 山形県指定無形民俗文化財の小松豊年獅子踊があり、2021年度（令和3年度）に第67回斎藤茂吉文化賞を受賞した[41]。
- ホッケー競技が盛ん。

## 名所・旧跡・観光スポット・祭事・催事
- 川西ダリヤ園
- 下小松古墳群（国の史跡）
- 天神森古墳（山形県指定史跡）
- 掬粋巧芸館
- 川西町音楽見本市 - 毎年11月に開かれる音楽見本市。町内の小・中・高等学校や一般バンドの演奏を楽しむことができる。
- サンマリーナ玉庭 - 1988年に玉庭地区にオープンしたリゾート施設。2014年頃までにリゾート事業は全て停止された。現在はメガソーラーの太陽光パネルが多数設置されている[42]。

## 著名な出身者
- 片倉権次郎 — 農業家[43]
- 船山信一 — 唯物論の哲学者、立命館大学名誉教授[44]
- 井上ひさし — 小説家、劇作家、放送作家、文化功労者（2004年受章）[45]、日本藝術院会員[46]
- 金子善次郎 — 衆議院議員、自治省大臣官房審議官
- 本間喜一 — 商法学者、初代最高裁判所事務総長[47]、愛知大学名誉学長[48]、一橋大学名誉教授
- 寒河江善秋 — 社会運動家、日本青年団協議会副会長
- 伊藤まみ — プロボクサー
- 岩木山謙治郎 — 力士
- 髙橋健太郎 — バレーボール選手